# Achiel (stripfiguur)
Achiel is de butler van de fictieve misdadiger dokter Krimson uit de stripverhalen van Suske en Wiske, Amoras en De Kronieken van Amoras. 
Achiel draagt meestal chique butlerkledij en hij geeft Krimson zijn dagelijkse hoeveelheid pillen om te voorkomen dat hij een zenuwinzinking krijgt. Achiel heeft vele soorten pillen voor Krimson, zodat hij geen last krijgt van emoties en daardoor zonder wroeging zijn misdaden kan plannen en uitvoeren. Zo heeft hij onder andere pillen om de dokter te kalmeren, om de eetlust op te wekken, om de spijsvertering te bevorderen, om zijn denkvermogen te stimuleren of zijn zenuwen te bedwingen. Als Krimson de pillen niet wil, gebruikt Achiel lichte dwang of zelfs een katapult. 
In De bloedbroeder wordt duidelijk dat Achiel psychologie gestudeerd heeft. Het blijkt in Team Krimson dat hij als verpleger werkte toen Krimson als jongen in een inrichting zat wegens zijn zenuwinzinkingen en hysterie. Achiel zag meteen dat Krimson een buitengewone crimineel zou worden en besloot bij hem te blijven.

## Voorkomen

### Suske en Wiske-albums
Achiel debuteert in het album Het rijmende paard (1963), waarin hij voor het eerst voor Krimson werkt. In het volgende album waarin Krimson een rol speelt, komt Achiel niet voor. Krimson is dan ook van overtuigd dat zijn nederlaag te maken heeft met het missen van zijn pillen.
Achiel komt later ook nog voor in de volgende albums:
- De malle mergpijp (1973)
- Het natuurcommando (1984)
- De kwaaie kwieten (1986)
- De Krimson-crisis (1988)
- De gouden friet (1990)
- De begeerde berg (1995)
- Het enge eiland  (1999)
- De verdwenen verteller (2002)
- De bosbollebozen (2008)
- Krimson break (2009)
- Krimsonia (2011)
- De bloedbroeder (2013)
- De zwarte tulp (2014)
- De groffe grapjas (2015)
- Game of Drones (2016)
- De grandioze gitaar (2016)
- De schaal van moraal (2016)
- De irritante imitator (2016)
- De charmante chirurg (2016)
- Het Monamysterie (2017)
- Team Krimson (2020)
- De naamloze 9 (2021)

### Amoras
Ook in de stripreeks Amoras speelt Achiel een rol. Hij heeft samen met Krimson een imperium opgebouwd op Amoras en heeft de teletijdmachine van professor Barabas laten scannen en printen met een 3D-printer. 
In het vijfde album, Wiske, blijkt dat Achiel anders is dan hij lijkt. Krimson is slechts een marionet van de Academie.

### De Kronieken van Amoras
Ook in de De Kronieken van Amoras speelt Achiel een rol. Hij is aangesteld door de Academie om op Krimson te letten en voor hem te zorgen. 

## Trivia
- Willy Vandersteen vond de naam blijkbaar erg geschikt voor bedienden van een dokter. In Robert en Bertrand kwam Achille voor in het album De duistere machten (1977), hij was in dienst bij dokter Strasman.
- In kort verhaal 'Het natuurcommando'[2] gaf Vandersteen Krimson een andere butler om pillen toe te dienen.